# Бретейовце
Бретейовце (словац. Bretejovce) — село в Словаччині, Пряшівському окрузі Пряшівського краю. Розташоване в центральній частині східної Словаччини, у Кошицькій улоговині в долині Ториси.
Уперше згадується у 1289 році.

## Культурні пам'ятки
- римо—католицький костел з 1783–1785 років,
- палац-садиба з першої половини 19 століття в стилі класицизму,
- комора з 1763 року.

## Населення
| Рік:            | 1994. | 2004.   | 2014.   | 2024.    |
| --------------- | ----- | ------- | ------- | -------- |
| Кількість осіб: | 377   | 376     | 386     | 472      |
| Різниця:        |       | -0,26 % | +2,65 % | +22,27 % |

| Рік:            | 2023. | 2024.   |
| --------------- | ----- | ------- |
| Кількість осіб: | 471   | 472     |
| Різниця:        |       | +0,21 % |

У селі проживає 395 осіб.